# 菅谷重平
菅谷 重平（すがや じゅうへい、1896年 - 1981年6月18日）は、日本の実業家、経営学者。
千葉県香取郡出身。小樽高等商業学校（現小樽商科大学）卒、1923年東京商科大学（現一橋大学）卒。住友金属工業に入り、査業部長、製鋼品部長、調査部長、企画部長、経理部長。1947年取締役支配人。1948年経済安定本部生産局長。1949年住友に復帰。1951年常任監査役。1952年関東特殊製鋼会長、関西経済同友会代表幹事。1960年「日本鉄鋼業論」で早稲田大学経済学博士。1964年同相談役。近畿大学教授、同名誉教授、東海大学教授。宇部化学工業取締役、大阪第一信用金庫理事。1969年勲四等瑞宝章受勲。

## 著書
- 『日本鉄鋼業の基本的性格』野村書店 1951
- 『鉄屑経済論』企業経済社 1952
- 『経営の旅』中央経済社 中経文庫 1953
- 『贅六贅言』創元社 1953
- 『経営学 第1』フタバ書店 商学経済学大系 1954
- 『経営の術』同文館 1954
- 『経営者ノート』同文館 1955
- 『今日を生き抜く技術』大蔵出版 1955
- 『サラリーマン教室』東京創元社 生活ライブラリー　1957
- 『日本鉄鋼業論』同文館 1957
- 『経営の心理学 新しい幹部の技術』竜南書房 1958
- 『社長学入門』池田書店 繁昌ゼミナール 1958
- 『役に立つ社員』池田書店 繁昌ゼミナール 1958
- 『経営幹部の目のつけどころ』池田書店 繁昌ゼミナール 1959
- 『現代の経営者』日本経済新聞社 経営管理全書 1959
- 『有能な部課長』池田書店 1959
- 『企業作戦要務令』池田書店 1960
- 『ビジネスマンの生活の技術』同文館出版 1960
- 『経営信条の作り方と使い方』池田書店 1961
- 『サラリーマン新成功術』実業之日本社 1961
- 『日本鉄鋼業の国際競争力』近畿大学世界経済研究所 世界経済問題研究叢書 1961
- 『経営学は役に立つか 病める日本経営学と経営者のために』池田書店 1963
- 『サラリーマンのための金作り教室』池田書店 1963
- 『ミドル・マネージメント』実業之日本社 実日新書　1963
- 『新しい人の使い方』池田書店 1964
- 『虚業家・実業家 私の会った人々』日本事務能率協会 1964
- 『経営者ノート』経林書房 1965
- 『新・有能な部課長』池田書店 新・部課長シリーズ　1968
- 『時間管理入門』ぺりかん社 1968
- 『経営者マニュアル 効率的経営の基本条件』東洋経済新報社 経営実務シリーズ　1969
- 『就職・面接試験のコツ』日本法令様式販賣所 1969
- 『経営学新講』中央経済社 1970

### 共著
- 『トップ・マネジメント講座 第2 トップ・マネジメントの組織』平井泰太郎,山城章共著 ダイヤモンド社 1961

### 翻訳
- ジョージ, Jr. 『経営思想史』同文館出版 1971

## 論文
- <菅谷重平